# تلفزيون كاراكول
تلفزيون كاراكول (بالإسبانية: Caracol Televisión)‏ هي شبكة تلفزيونية كولومبية تملكها مجموعة في له ريم.